# Josef Kliment (entomolog)
Josef Kliment (* 6. dubna 1859, Chlumec nad Cidlinou – † 11. března 1927, Německý Brod) byl český učitel, přírodovědec a entomolog – koleopterolog.

## Život
Byl žákem Jaroslava Vrchlického. Maturoval 19. června 1880 na učitelském ústavu v Praze. Po studiích učitelství působil na školách v Žehuni, Nymburce, Polné (v letech 1887–1888). Dne 7. prosince 1887 byl přeložen na měšťanskou školu v Německém Brodě, kde se 10. března 1919 stal jejím ředitelem. Současně byl také jmenován ředitelem živnostenské školy pokračovací. V roce 1926 ho vážná nemoc donutila omezit svou činnost a poté spravoval pouze živnostenskou školu pokračovací. V Německém Brodě byl dlouhá léta jednatelem Hospodářského spolku a redaktorem Hospodářských novin. Usiloval o povznesení venkova na Českomoravské vysočině. Byl také prvním a dlouholetým předsedou rybářského spolku (v letech 1897–1922) a zasedal ve výboru Občanské záložny. (V Německém Brodě v Husově ulici si postavil vilu, kterou po první světové válce koupil MUDr. Pavel Trnka. Ve vile žil od roku 1968 bývalý želivský opat Bohumil Vít Tajovský, který byl vězněn v souvislosti s tzv. číhošťským zázrakem). Josef Kliment zemřel v roce 1927 a je pohřben na hřbitově u svatého Vojtěcha v Havlíčkově (tehdy Německém) Brodě, kde také zemřel.
Jeho syn Josef Kliment mladší (1901–1978) byl v letech 1938–1944 poradcem prezidenta Emila Háchy a na konci války předsedou Nejvyššího správního soudu v Protektorátu Čechy a Morava (v roce 1947 byl odsouzen na doživotí, v roce 1960 byl amnestován).

## Entomologické aktivity
V mimopracovní době se po celý život věnoval studiu a sběru brouků. Své entomologické výzkumy prováděl především v okolí svých pracovišť, zejména v okolí Německého Brodu a na Českomoravské vrchovině. Byl znám jako přítel slovenského obrozence a muzeologa Andreje Kmeťa. Patřil k předním českým entomologům. Studium českého hmyzu shrnul v rozsáhlém díle Čeští brouci, vydáveném postupně vlastním nákladem v 47 sešitech v letech 1895–1899. Je také autorem názvosloví mnoha zde popisovaných brouků. V roce 1899 dokončené dílo obsahuje popisy 5181 druhů brouků z Čech, Moravy a Slezska a je dodnes významné svým obsahem, především díky 2481 litografickým ilustracím brouků, které nakreslil nejprve autor knihy a poté entomolog - profesor Vladimír Zoufal z Prostějova. Autor se snažil dát všem druhům z území Čech česká jména, která u mnoha druhů vycházela také z ustálených názvů, jindy však byla umělá nebo dokonce vynucená. Přesto je třeba toto ve své době obrovské dílo Josefa Klimenta ocenit i pro území Slovenska, protože sloužilo jako příručka pro slovenské entomology.
Josef Kliment byl od roku 1900 členem Přírodovědeckého klubu v Praze. V letech 1921–1926 byl za Československo uveden v Entomologische Adressbuch, vydávaném Adolfem Hoffmannem ve Vídni.